# メリー・クリスマス (笠浩二のシングル)
メリー・クリスマス（MERRY CHRISTMAS）は、日本のソングライター・ドラマーである笠浩二のシングル。1989年12月1日にポリドール・レコードから12センチCD（H00P 20368）とカセットテープ（00CX 5015）で発売された。

## 背景とリリース
笠浩二のソロ名義としては初めてとなる作品。1989年10月9日の東京・日本武道館公演をもって、C-C-Bがデビュー以来6年4か月に及ぶ活動を終了した後に発売された。キャッチ・コピーは「はじめまして、笠浩二です。」。
本作はクリスマスのスタンダードソング4曲に、C-C-Bでの自身メインヴォーカル曲の一つである「スワンの城」をメドレー形式でつないだ『クリスマス・ソングス』と、C-C-B時代にUCC缶コーヒーのCMソングに使用された『30センチでつかまえて』を収めた“スペシャル・シングル”として制作された。但しプロモーション用に作られたアナログレコードは、「30センチ - 」がA面、「クリスマス - 」がB面となっている。
発売記念として“笠kun オリジナル・グッズ”が抽選で当たるプレゼント企画が1990年3月31日まで行われ、CD帯には応募券が付いていた。

## シングル収録トラック
| 全編曲: 山川恵津子。 | |                |               |
| #                    | タイトル                                                                                              | 作詞           | 作曲          |
| 1.                   | 「きよしこの夜」(クリスマス・ソングス)                                                                | 訳詞：由木康   | F. X.Gruber   |
| 2.                   | 「サンタが町にやってくる」(クリスマス・ソングス)                                                      | 訳詞：新田宣夫 | J. Fred Coots |
| 3.                   | 「ママがサンタにキッスした」(クリスマス・ソングス)                                                    | Tommie Connor  | Tommie Connor |
| 4.                   | 「神のみ子は」(クリスマス・ソングス、（讃美歌111番／日本基督教団讃美歌委員会著作権使用許諾第1467号）) |                |               |
| 5.                   | 「スワンの城」(クリスマス・ソングス)                                                                  | 松本隆         | 筒美京平      |

| #  | タイトル | 作詞   | 作曲       | 編曲                                         |
| -- | --- | ------ | ---------- | -------------------------------------------- |
| 2. | 「30センチでつかまえて」(UCC缶コーヒー「日本全国オリジナルちゃん・ハーフビターちゃん・ビターちゃんをさがせ! 編」CMソング) | 魚住勉 | 馬飼野康二 | 船山基紀／Chorus Arrange：Bomber Brother GOM |

## クレジット
- Producer：TADATAKA WATANABE
- Director：EIJI UCHINUMA
- Artist Manager：NOBUYUKI NAGASAWA
- Art Director：YOSHIYUKI MENJOH
- Graphic Designer：YUICHI KOMURA
- Photographer：MIKIO MATSUO
- Styling・Hair&Make-up：KOHSON SUZUKI
- Very Special Thanks to：Bomber Brother GOM